# Antemensale
Ein Antemensale (von lateinisch ante, „vor“, und mensa, „Tisch“) oder Frontale ist als Sonderform des sonst üblicherweise textilen Antependiums eine verzierte Holz- oder Metallplatte, mit der die Vorderseite des Altartischs in einer Kirche verkleidet ist.

## Geschichte
Antemensalen als Verkleidung der Vorderseite des Altartischs kamen im 8. Jahrhundert auf. Wie bei den etwa gleichzeitig aufkommenden Altarretabeln zeigen sie Szenen aus der Heilsgeschichte, häufig mit einem thronenden Christus in der Mandorla im Zentrum. Damit wurde die Bedeutung des Altars als Ort der Gegenwart Christi in der Eucharistie besonders herausgestellt. Neben Bildprogramme, die Jesus Christus als Mittelpunkt hatten, traten Marien- und Heiligenlegenden.
Das älteste bekannte Exemplar ist das Antemensale des Pala d’oro im Markusdom, das als Vorbild für das Basler Antependium und das Pala d’oro im Aachener Dom aus dem 11. Jahrhundert diente. Waren Antemensalen während der Romanik meist in Form von Reliefs gestaltet, häufig vergoldete Metalltafeln, setzten sich in der Gotik bemalte Holztafeln durch. Mit den hölzernen Verkleidungen aus Quern und Rieseby sind zwei Objekte aus dem heutigen Schleswig-Holstein erhalten, die zusammen mit den zahlreichen skandinavischen Beispielen die Verbreitung dieser Kunst in Nordeuropa im 12. und 13. Jahrhundert belegen. 
Ab dem späten Mittelalter wurde das feste Antependium durch eine aus Stoff bestehende Altarverkleidung, die meist mehrmals im Laufe des Kirchenjahres gewechselt wird, ersetzt. Deshalb sind Antemensale seit dem 15./16. Jahrhundert fast ausschließlich Schmuckelemente. 1570 machte die römisch-katholische Kirche auswechselbare Antependien zur Pflicht. Erst in der Barockzeit wurden wieder Antemensalen aus Metall geschaffen. Dabei handelte es sich meist um reine Schmuckelemente, höchstens mit einem Medaillon in der Mitte.
Auch in evangelischen Kirchen wurden Antemensalen nach der Reformation ungebräuchlich. Mittelalterliche Antemensalen befinden sich daher nur noch selten am ursprünglichen Ort. Besonders viele haben sich in Skandinavien erhalten, allein in Norwegen 31 bemalte Holztafeln aus dem 13./14. Jahrhundert.
Besonderheiten sind das nachreformatorische Antemensale, das 1561 für die Kirche in Torslunde geschaffen wurde, mit einer Darstellung des evangelischen Gottesdienstes nach einem Holzschnitt von Lucas Cranach, und das passend zu dem Schriftaltar von 1613 gestaltete Antemensale in der St.-Aegidien-Kirche (Stedesdorf). Erst 1717 wurde das Antemensale der  Sønderho Kirke geschaffen.

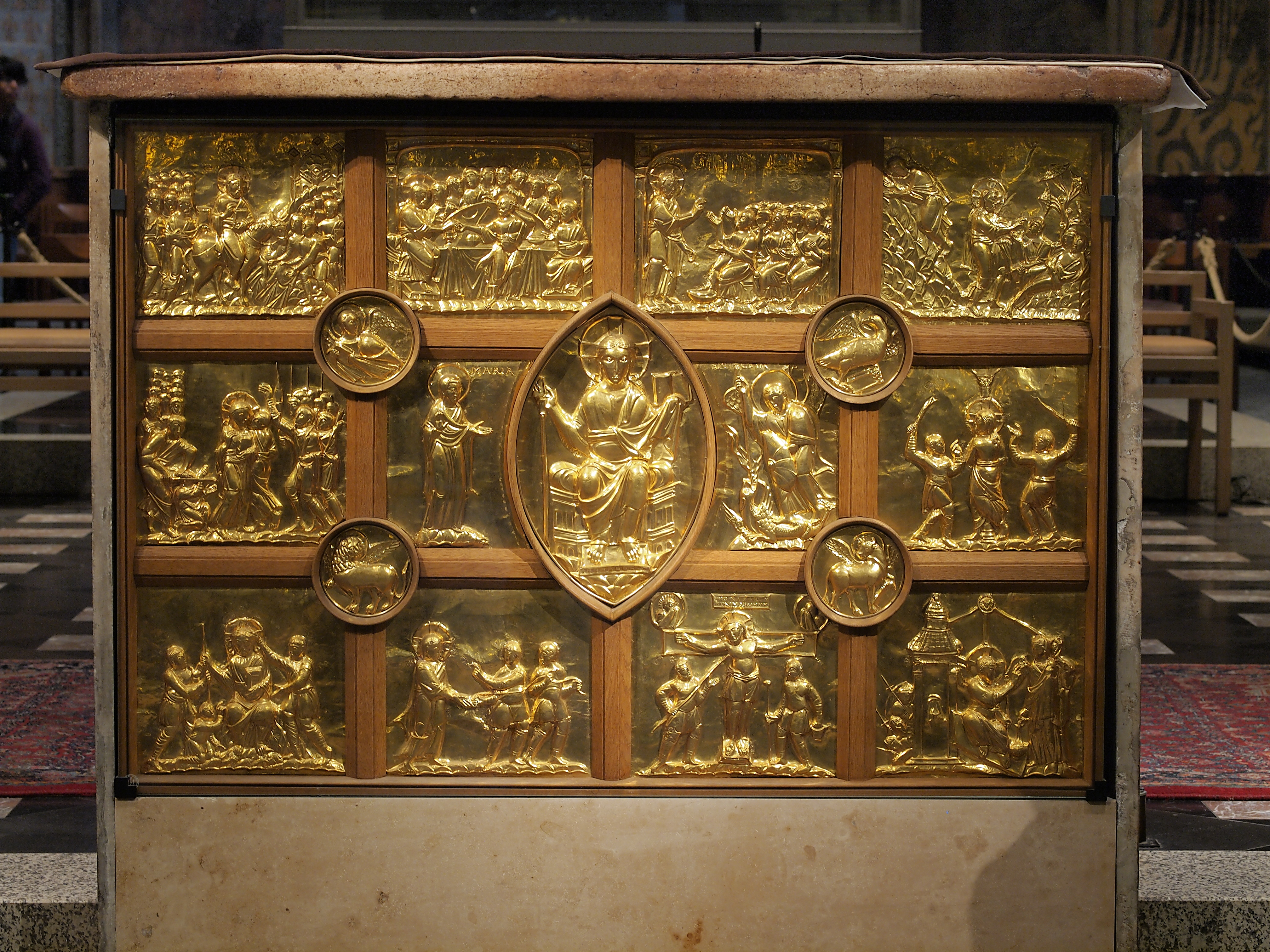
Pala d’oro im Aachener Dom
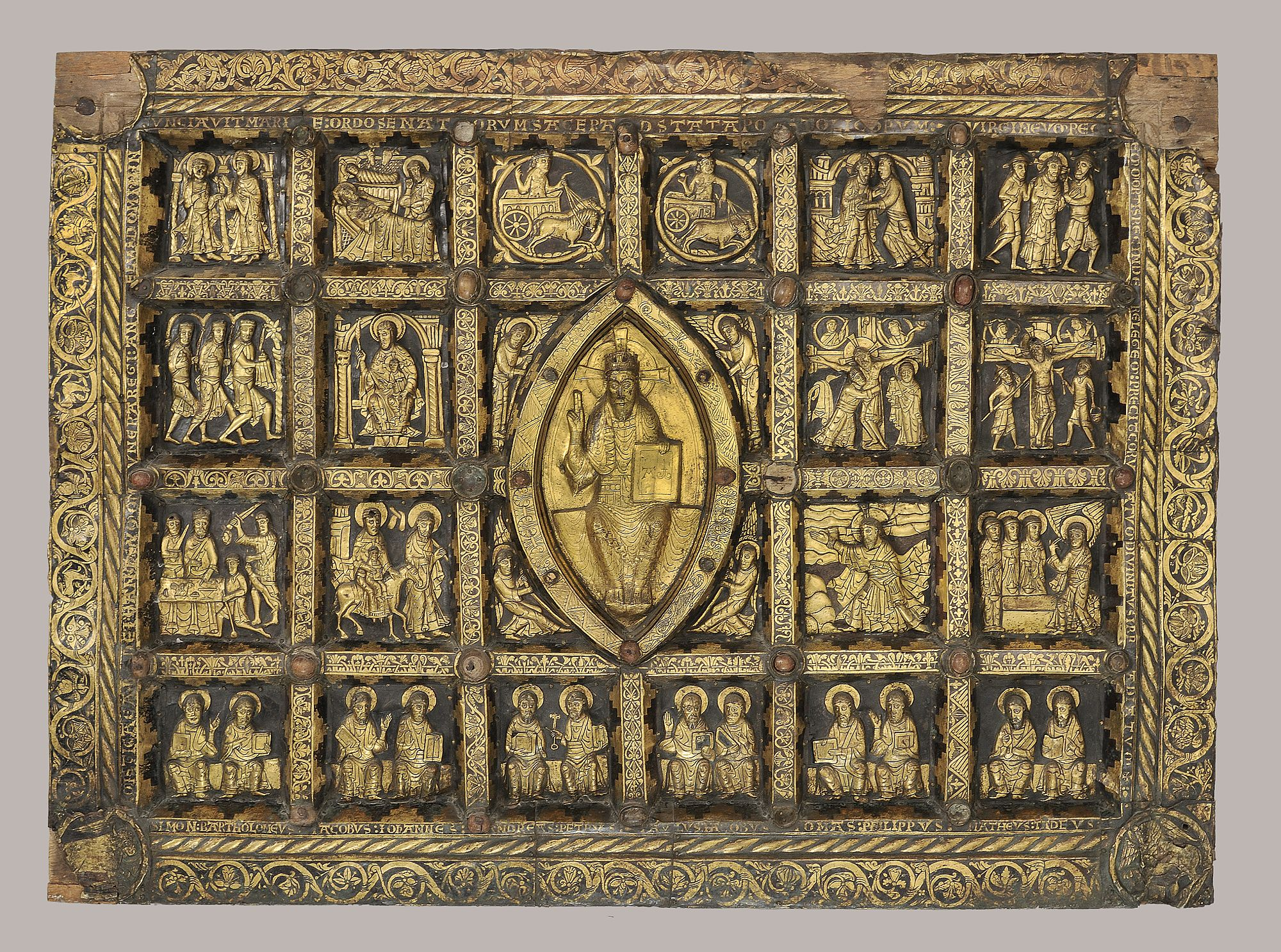
Antemensale aus dem 12. Jahrhundert aus der abgerissenen alten Kirche von Broddetorp
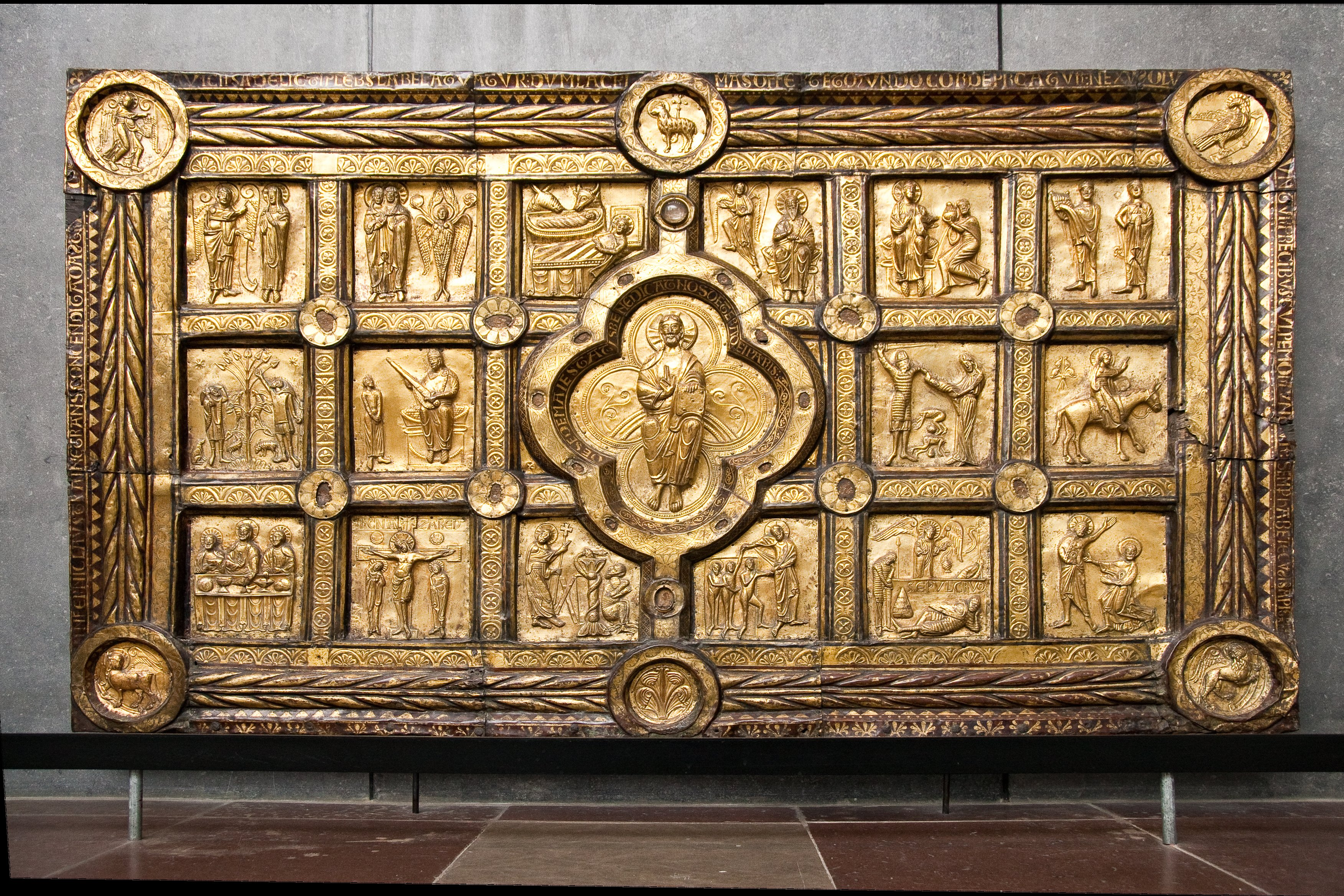
Antemensale aus der Kirche in Randers
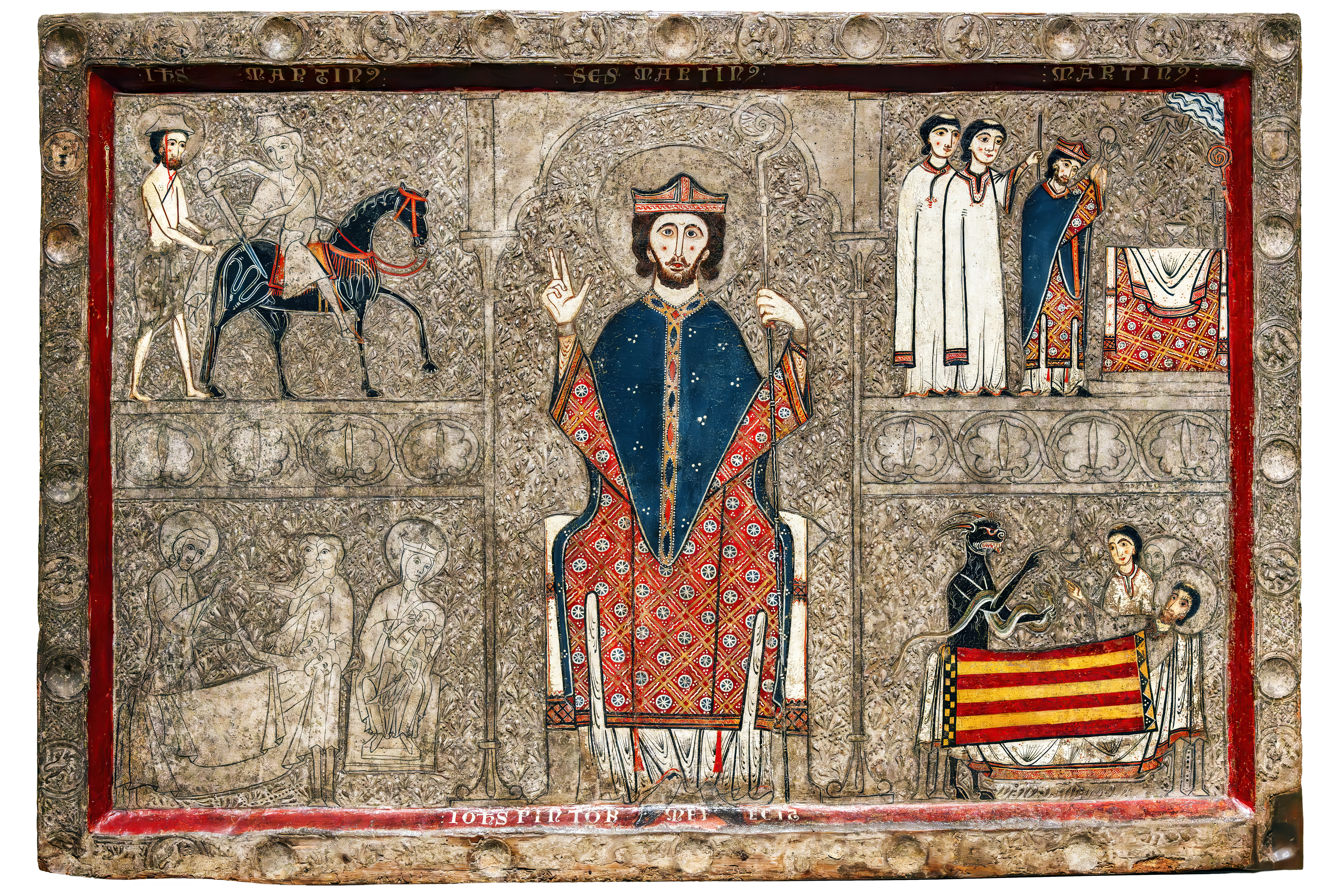
Das Leben von Martin von Tours auf dem Antemensale aus dem 13. Jahrhundert aus der San Martín-Kirche in Chía
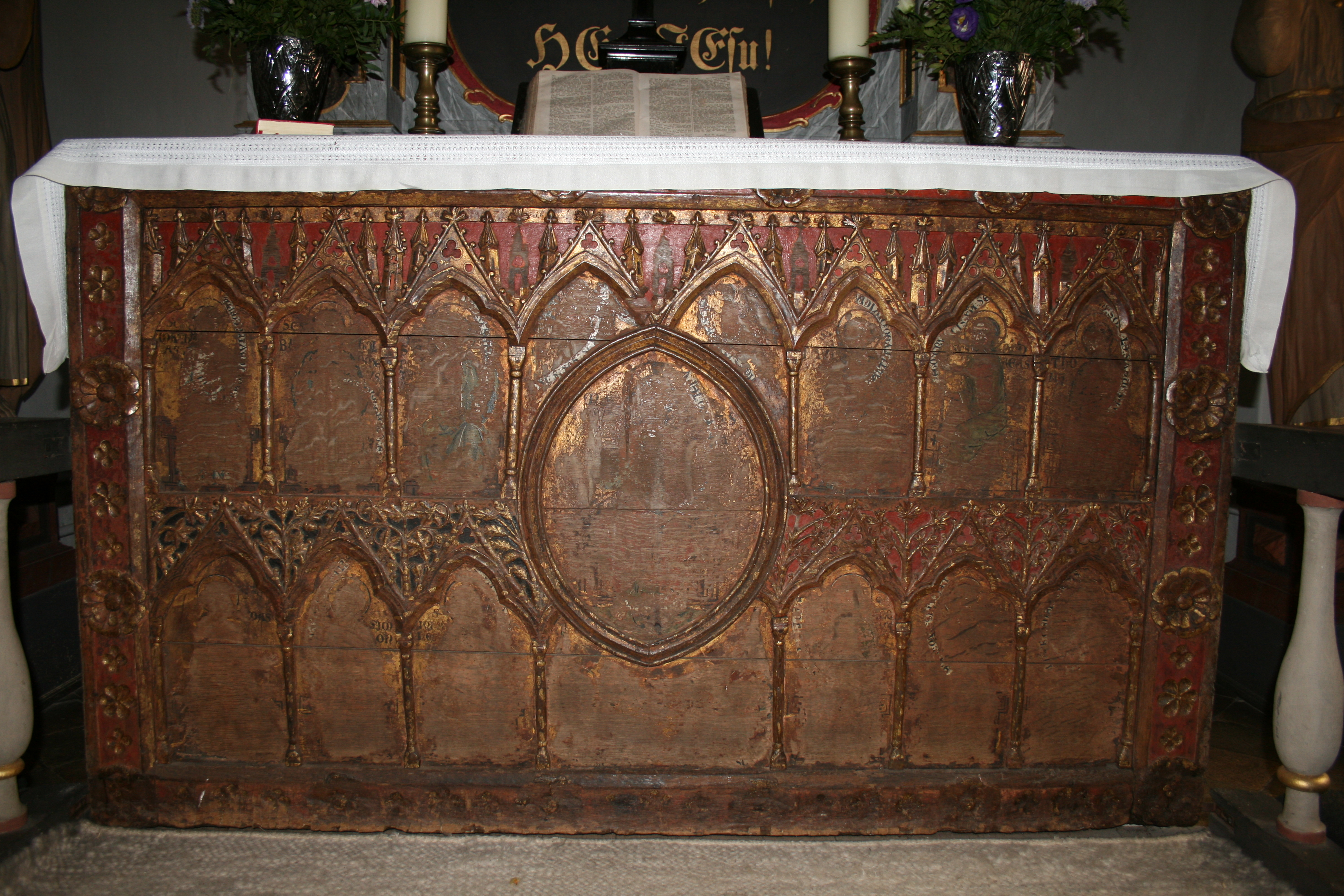
Antemensale in der St.-Petri-Kirche (Rieseby)
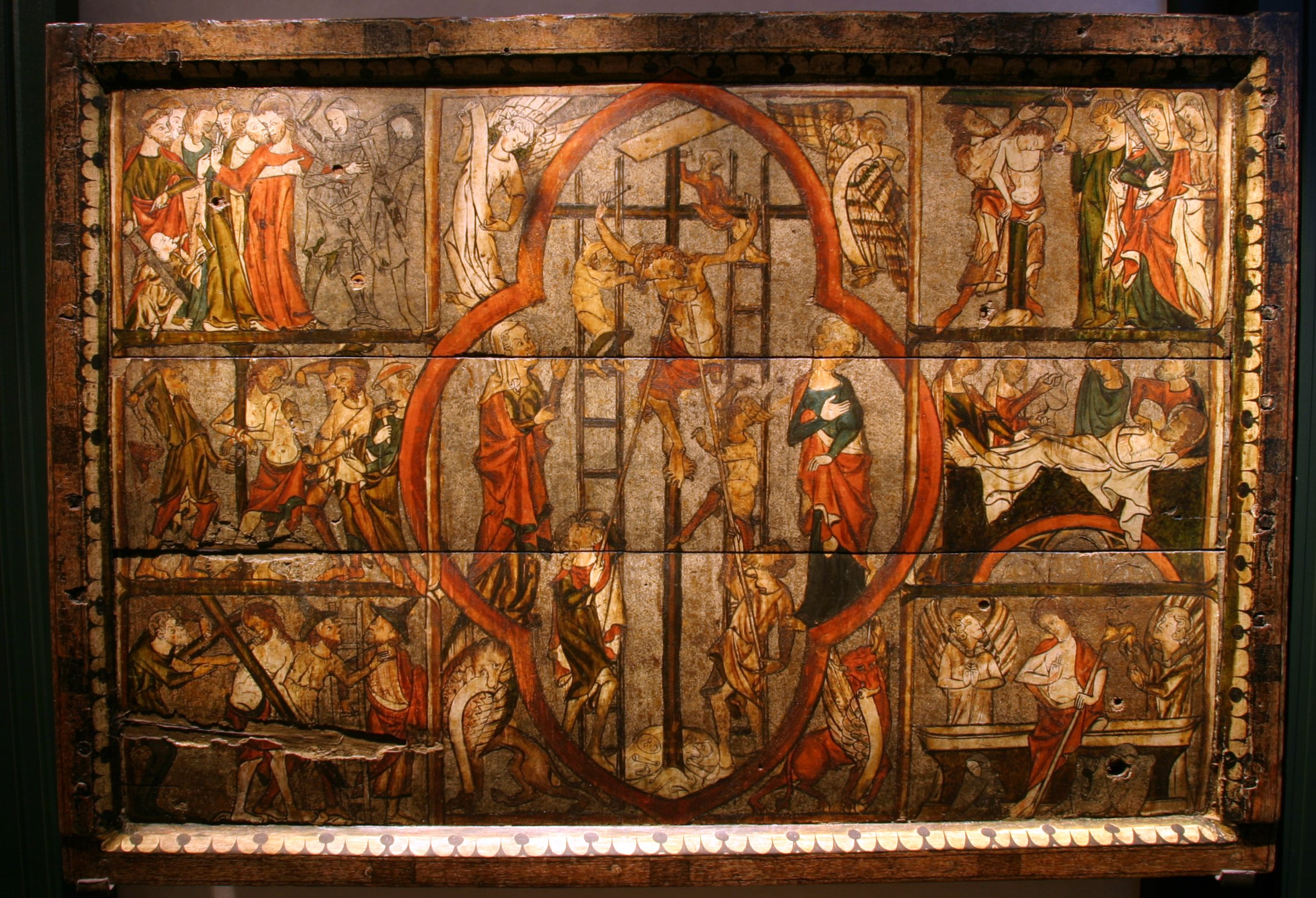
Gemaltes Antemensale aus der abgerissenen alten Nes kyrkje in Luster (Norwegen)
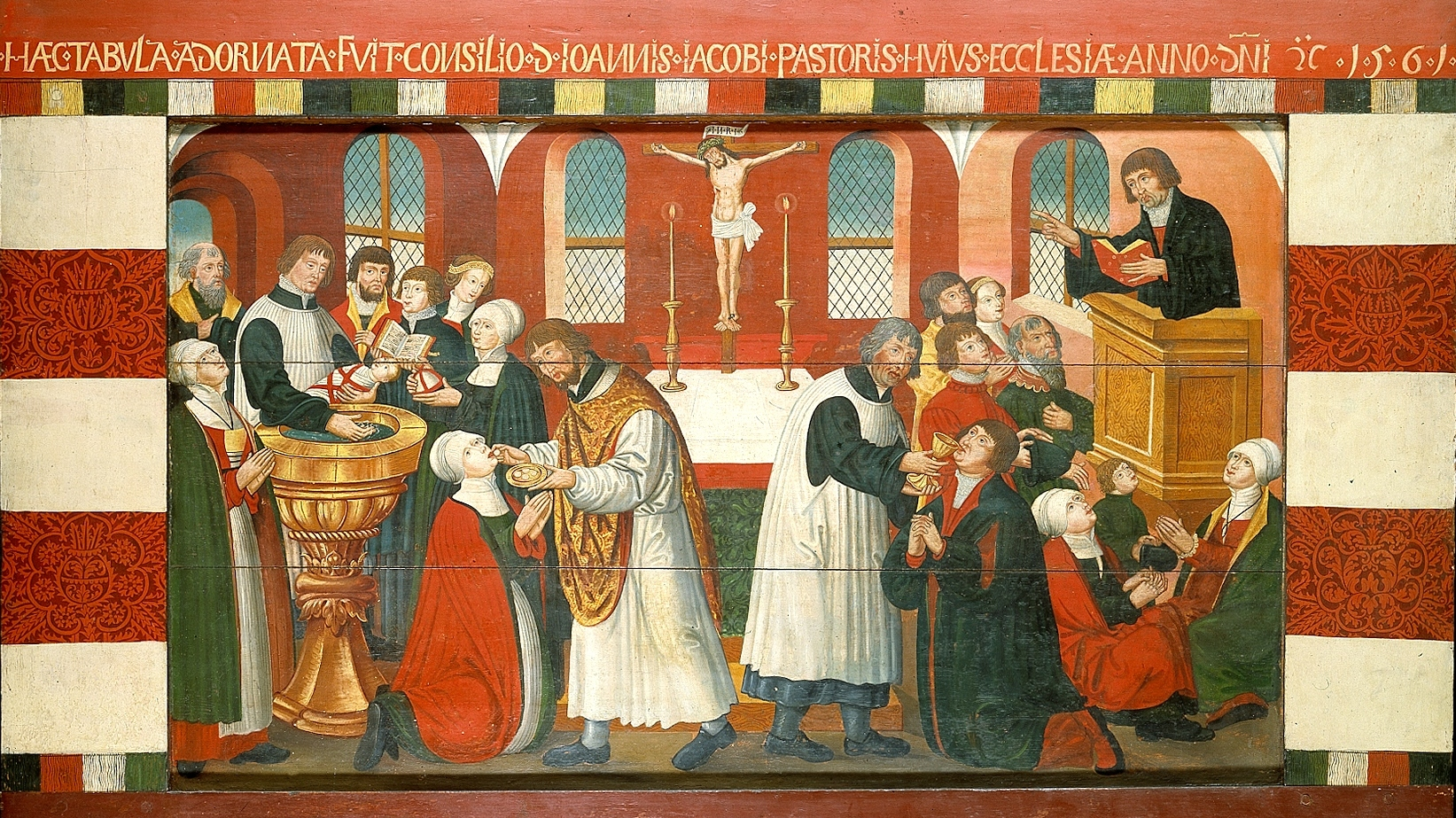
Antemensale von 1561 aus Torslunde

## Beispiele
- Pala d’oro in Sant’Ambrogio in Mailand (um 846)
- Pala d’oro im Markusdom in Venedig (um 978/1105)
- Pala d’oro im Aachener Dom (um 1020)[4]
- Antependium aus dem Basler Münsterschatz (1. Viertel 10. Jhd.), heute Paris, Musée Cluny
- Antependium in St. Nikolaus des Klosters Comburg (um 1125/30)[5]
- Antependium aus St. Ursula (um 1170/80), heute Köln, Museum Schnütgen[6]
- Antependium aus St. Walburgis in Soest (um 1170/80), heute Münster, LWL-Museum für Kunst und Kultur, Inv. Nr. 1 WKV[7]
- Antemensale aus St. Nicolai in Quern (um 1220/39), heute Nürnberg, Germanisches Nationalmuseum, Inv. Nr. Pl.O.201[8][9]
- Antependium aus Egvad (2. Viertel 13. Jhd.), heute Schleswig, Landesmuseum für Kunst und Kultur, Inv. Nr. 1908/28[10]
- Antemensale aus Ulvik (um 1250/75), heute Bergen, Universitätsmuseum, Inv. Nr. MA 3[11]
- Antemensale aus Kaupanger (um 1250/75), heute Bergen, Universitätsmuseum, Inv. Nr. MA 14
- Antemensale aus Hauge (um 1275), heute Bergen, Universitätsmuseum, Inv. Nr. MA 185
- Antemensale aus Kinsarvik (um 1275), heute Bergen, Universitätsmuseum, Inv. Nr. MA 10
- Antemensale aus Løgumkloster (um 1275/1300), heute Kopenhagen, Nationalmuseum
- Antemensale in St. Petri in Rieseby (um 1275/1300)[12]
- Antemensale aus der Einsiedelei San Martín in Chía (13. Jhd.), heute Barcelona, Museu Nacional d’Art de Catalunya
- Antemensale aus Flæte in Arnafjord, Vik (um 1300), heute Bergen, Universitätsmuseum, Inv. Nr. MA 13
- Antemensale aus Vanylven (um 1300), heute Bergen, Universitätsmuseum, Inv. Nr. MA 9
- Antemensale aus Eid (um 1300), heute Bergen, Universitätsmuseum, Inv. Nr. MA 6